# Alessio Baldovinetti

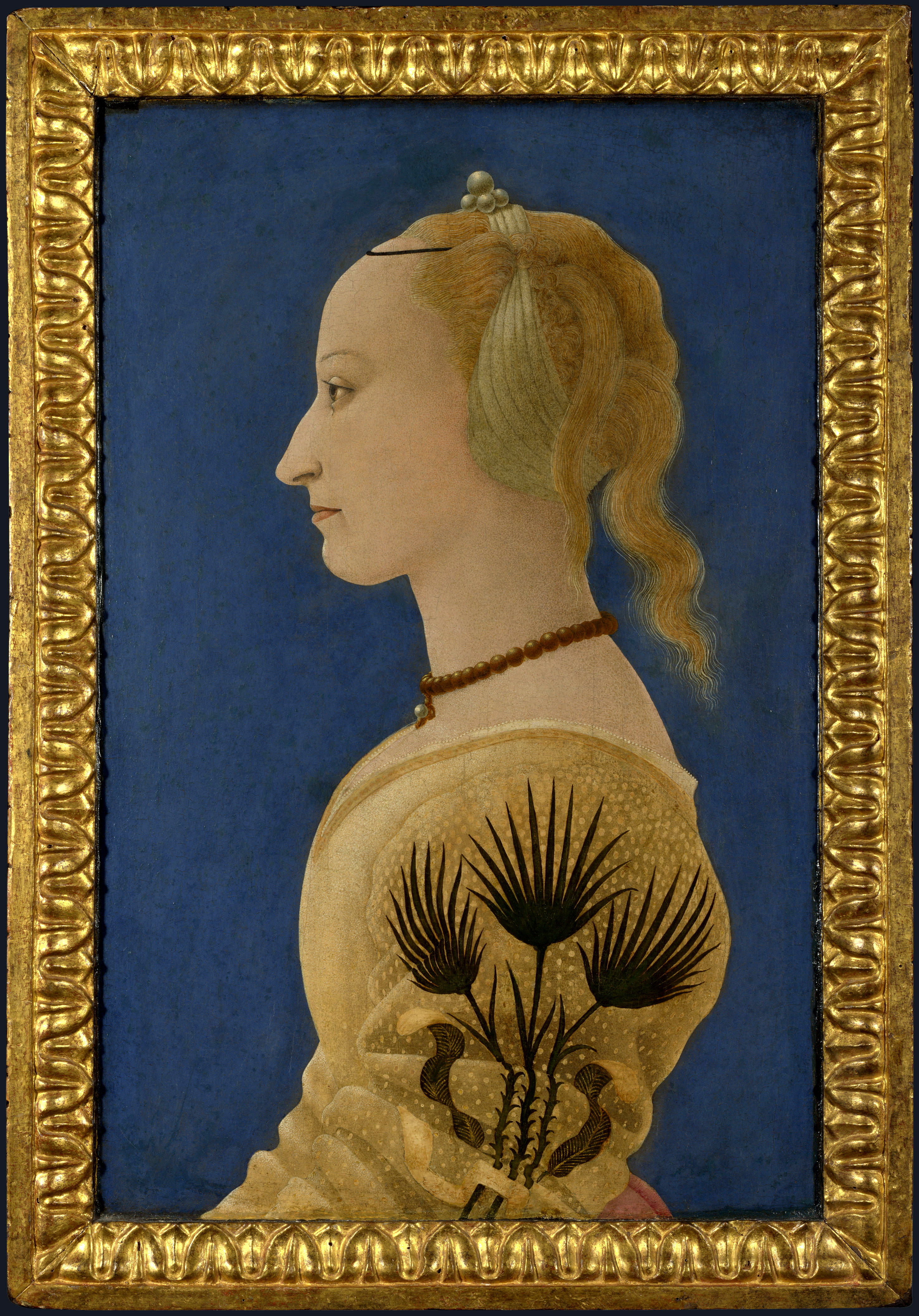
Retrat d'una dama en groc, National Gallery de Londres.

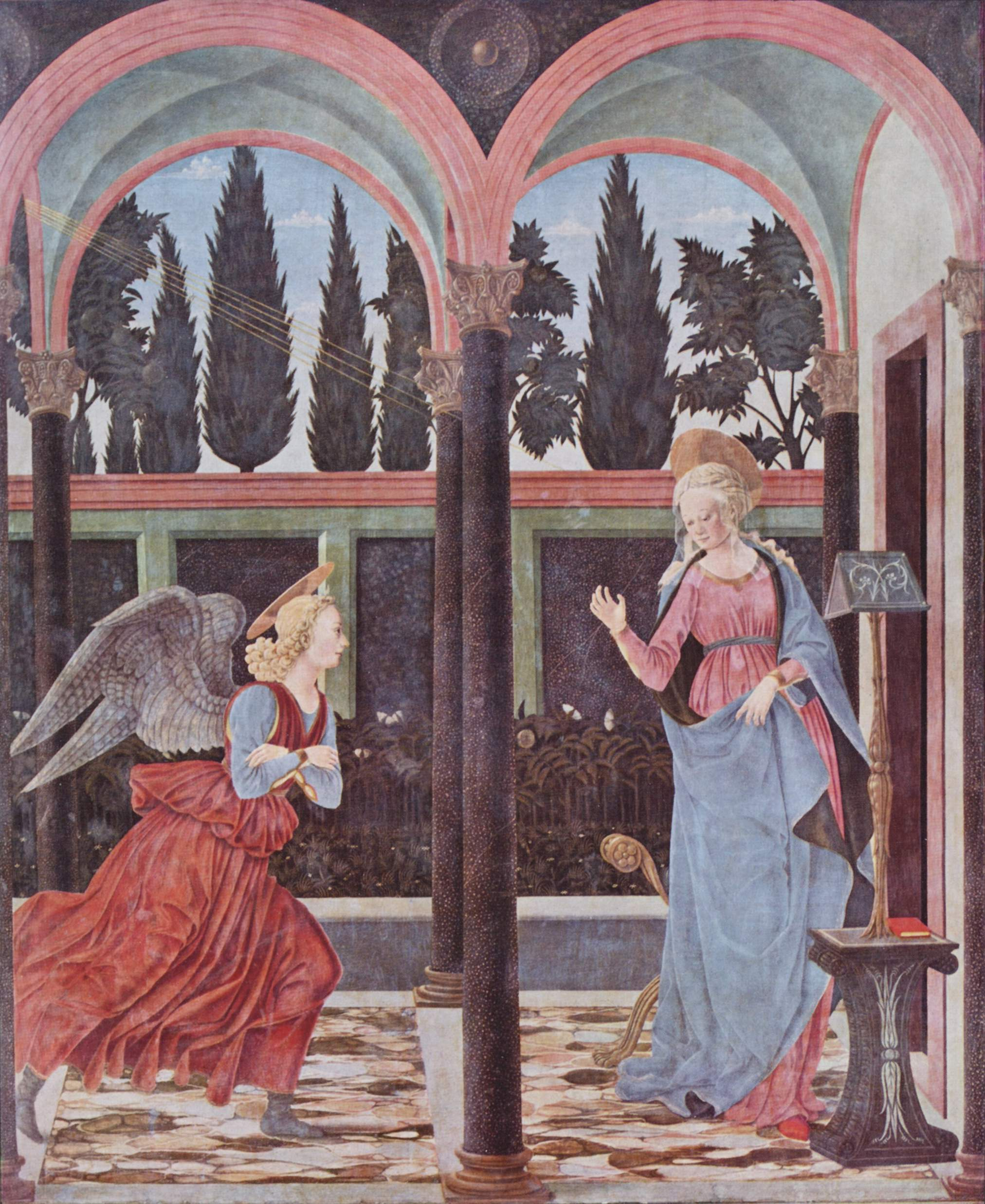
Anunciació (1447), pintura al tremp sobre fusta, 167 x 137 cm, Galleria degli Uffizi, Florència

Alesso Baldovinetti (Florència, 14 d'octubre del 1427—Florència, 29 d'agost del 1499) va ser un pintor italià del primer Renaixement.
Va nàixer a Florència, fill d'un ric mercader. L'any 1448, va ingressar al Gremi de Sant Lluc com «Alesso di Baldovinetti, dipintore».
Va formar part d'un grup de pintors realistes i naturalistes que incloïa Andrea del Castagno, Paolo Uccello i Domenico Veneziano. Diu la tradició que va participar com a ajudant en la decoració de l'església de Sant Egidi, tot i que no hi ha constància documental d'aquest fet. Aquesta decoració va ser feta entre 1441 i 1451 per Domenico Veneziano i Andrea del Castagno. Sí que està confirmat que Balvovinetti es va ocupar més tard (1460) de completar-la.
L'any 1462, li va ser encomanat un gran fresc de l'Anunciació per al claustre de la basílica de l'Annunziata. El que ha quedat del fresc palesa la força de l'artista en la imitació dels detalls naturals i en la distribució de les figures en un paisatge amb un punyent sentit de l'aire i la distància; verificant així dues afirmacions independents de Vasari respecte de Balvovinetti: que «gaudia dibuixant paisatges de la natura exactament com eren, en els quals s'hi poden veure rius, ponts, roques, fullam, fruites, camins, camps, ciutats, l'arena i fins les pedres més menudes...», i que va ser un experimentador inveterat en matèria tècnica.
El seu mètode preferit per a pintar murs era començar l'obra al fresc i acabar-la a secco, amb una barreja de rovell d'ou i vernís líquid. Això, segons Vasari, ho feia amb el propòsit de protegir la pintura de la humitat; però, amb el pas del temps, les parts fetes amb aquest vehicle van desprendre's, i així el gran secret que Balvovinetti creia haver descobert va esdevenir un fracàs. L'any 1463, va fer un cartró de la Nativitat que va ser fet en mosaic per Giuliano da Maiano a la sagristia de la catedral i que encara existeix. Del 1466, daten els grups de quatre Evangelistes i quatre Pares de l'Església al fresc, en companyia d'una Anunciació en una taula oblonga que encara decora la capella portuguesa de la basílica de San Miniato, i que Vasari va atribuir per error a Piero Pollaiuolo. També existeix encara un Crist entre àngels al Sant Sepulcre, situat a la Capella Rucellai (1467).
L'any 1471, Alesso va dur a terme importants treballs per a l'església de Santa Trinita per encàrrec de Bongianni Gianfigliazzi. Primer va fer un retaule de la Maré de Déu i l'infant amb sis sants, que va acabar l'any 1472; després, va pintar escenes de l'Antic Testament, les quals havia d'executar en els cinc anys marcats per contracte, però en les quals va invertir-ne setze. L'any 1497, les escenes acabades, que contenien molts retrats d'importants personatges florentins de l'època, van ser valorades en mil monedes d'or per un comitè format per Cosimo Rosselli, Benozzo Gozzoli, Perugino i Filippino Lippi; només alguns fragments n'han romàs fins a l'actualitat. Mentrestant, Balvovinetti havia estat ocupat amb projectes tècnics i diverses investigacions a banda de la pintura. Va ser considerat pels seus contemporanis com l'artífex del redescobriment i comprensió del llavors perdut art del mosaic, i en conseqüència li va ser encomanada, entre 1481 i 1483, la restauració dels mosaics situats sobre la porta de l'església de San Miniato, així com molts d'altres, com ara els situats a l'interior i a l'exterior del baptisteri de la catedral. Va morir a l'hospital de San Paolo, el 29 d'agost del 1409, i va ser enterrat a San Lorenzo.
Un dels seus deixebles va ser Domenico Ghirlandaio.